# Домбрувка-Заблотня
Домбрувка-Заблотня (пол. Dąbrówka Zabłotnia) — село в Польщі, у гміні Коваля Радомського повіту Мазовецького воєводства.
Населення — 419 осіб (2011).
У 1975-1998 роках село належало до Радомського воєводства.

## Демографія
Демографічна структура станом на 31 березня 2011 року:
|          | Загалом | Допрацездатний вік | Працездатний вік | Постпрацездатний вік |
| -------- | ------- | ------------------ | ---------------- | -------------------- |
| Чоловіки | 208     | 48                 | 137              | 23                   |
| Жінки    | 211     | 41                 | 119              | 51                   |
| Разом    | 419     | 89                 | 256              | 74                   |